# Logan County, Arkansas
Logan County är ett administrativt område i delstaten Arkansas, USA. År 2010 hade countyt 22 353 invånare. De administrativa huvudorterna (county seat) är Paris (norra distriktet) och Booneville (södra distriktet). 

## Geografi
Enligt United States Census Bureau så har countyt en total area på 1 896 km². 1 839 km² av den arean är land och 57 km² är vatten.

### Angränsande countyn
- Johnson County - nord
- Pope County - nordöst
- Yell County - sydöst
- Scott County - syd
- Sebastian County - väst
- Franklin County - nordväst